# Invariant
En invariant är inom bland annat matematiken och informationstekniken en egenskap som inte förändras med avseende på någon avbildning.